# Ivanna Sakhnò
Ivanna Sakhnò   (Kíiv, 14 de novembre de 1997) és una actriu ucraïnesa. És coneguda pels seus papers com a Cadet Viktoriya a la pel·lícula de ciència-ficció Pacific Rim: Uprising de 2018 i la sicària "Nadejda", a la pel·lícula d'acció The Spy Who Dumped Me, del mateix any. Ja havia aconseguit un cert protagonisme a Ucraïna després d'aparèixer el 2005 a la primera sitcom en ucraïnès, Lesia + Roma, i a la pel·lícula biogràfica Ivan the Powerful del 2013.

## Biografia
Ivanna Anatòliïvna Sakhnò va néixer a Kíiv, Ucraïna, en una família de cineastes locals. El seu somni d'actuar va començar quan l'any 2004 va veure la pel·lícula Amélie.
Als 13 anys, Ivanna Sakhnò va deixar Ucraïna per estudiar anglès al Canadà. Allí que va ser descoberta per Janet Hirshenson i Jane Jenkins en un taller de càsting. Sakhnò es va traslladar als Estats Units l'any 2013, instal·lant-se a Hollywood per seguir una carrera d'actriu. Va estudiar a la Beverly Hills High School i més tard al Lee Strasberg Theatre and Film Institute, on va treballar amb Ivana Chubbuck.
La primera aparició de Sakhnò a la televisió va ser a la sèrie de 2005 Lesya + Roma (una adaptació ucraïnesa de la reeixida comèdia canadenca Un gars, une fille) i el seu paper de debut a un llargmetratge va ser com "Milka" a la pel·lícula biogràfica del 2013, Ivan the Powerful. El seu primer paper important a Hollywood va ser a la pel·lícula de Thomas Dunn del 2016 The Body Tree. Va seguir amb papers en dos pel·lícules d'alt pressupost del 2018, Pacific Rim: Uprising i The Spy Who Dumped Me.
El novembre de 2021 es va anunciar que formaria part del repartiment de la sèrie de Star Wars Ahsoka que es va estrenar el 2023.
Va manifestar el seu suport al poble ucraïnès després de la invasió russa del 2022.